# María Zambrano
María Zambrano Alarcón, född den 22 april 1904 i Vélez-Málaga, död den 6 februari 1991 i Madrid, var en spansk författare och filosof. Hon har beskrivits som en av Spaniens mest välkända kvinnliga filosofer, men också en tänkare som försökte smälta samman filosofi, poesi och religion. Hon gick i lära hos José Ortega y Gasset, som hon också presenterade sig som lärjunge till. Men hennes idéer låg också nära Miguel de Unamuno.
På grund av sitt stöd för den republikanska sidan under spanska inbördeskriget  (1936-1939) gick hon i exil när General Franco kom till makten. Hon levde på Kuba, i Puerto Rico, Italien, Frankrike och Schweiz. Efter drygt fyrtio år utomlands återvände hon till Spanien 1984 och bosatte sig i Madrid.